# S&W M360
S&W M360は、スミス&ウェッソン（S&W）社が開発した回転式拳銃。通称はチーフスペシャル・エアライト・スカンジウム（Chiefs Special Airlite Sc）。

## M360PD
S&W M36をベースとした基本モデルであり、2000年の全米ライフル協会の総会で発表され、2002年より量産に入った。S&W M36に始まるJフレームの系譜に属しており、Jマグナム「エアライト・スカンジウム」フレームを用いて設計されている。これは、その名の通りスカンジウム添加アルミニウム合金の採用を特徴としており、フレームのほかヨーク（シリンダーの保持機構）やバレル・シュラウドがスカンジウム添加アルミニウム合金、バレル・ライナーはステンレス鋼、シリンダーがチタン製となっており、超軽量モデルでありながら.357マグナム弾の運用に対応した。
上記の通り、バレルはスカンジウム添加アルミニウム合金製のシュラウドとステンレス鋼製のライナーによる2ピース構造となっており、また、.357マグナム弾を運用することから、シリンダーとバレルの間にはステンレス鋼のフレーム・シールドが設けられた。
トリガーメカニズムは、S&W M60と同様にシングルアクションとダブルアクションの両用であり、トリガープルは、シングルアクションでは1.3キログラム、ダブルアクションでは5.3キログラムである。なお、S&W M640をベースとして、ハンマーを内蔵式としたダブルアクション専用のS&W M340PDもラインナップされている。

## SAKURA M360J
日本警察の要請に応じたカスタマイズモデル。.357マグナム弾の使用が求められなかったことから、シリンダーはチタンから、より安価なステンレス鋼製になった。
しかし、銃身はPDと同様にアルミ合金の内部にステンレス剛製のライナーの2ピース構造とされた。
また、グリップはニューナンブM60の最終生産型やS&W M37の日本警察仕様と同様、フィンガースパーを付するとともに底面にランヤードリングが設置されている。なお、左フレームのシリアルナンバーの下には"SAKURA M360J"および"NMB"（ミネベア）と刻印されており、このためにS&W社とミネベア社の共同開発との説もあったが、実際には開発・製造はほぼS&W社で行われており、ミネベア社ではグリップやランヤードリングの追加などのカスタマイズのみが行われている。
日本警察では、M37の生産終了を受けて2006年より調達が開始され、2011年までに約2万5,000丁が配備されていた。しかし、2009年より複数の県警よりひび割れの報告があり、これを受けて警察庁が指示した一斉点検により、約200丁で亀裂が発見されて回収されるとともに、メーカーに対して改善が要請された。その後調達が再開され、現在でも配備数は増加している。また、公式カタログには掲載されない特注モデルであるが、若干数の細身のグリップを備えたモデルがアメリカ合衆国の民間市場で流通している。

## 登場作品

### 映画・テレビドラマ
『SICK'S 〜内閣情報調査室特務事項専従係事件簿〜』
内閣情報調査室特務事項専従係、通称『特務』の装備としてSAKURA M360Jが登場。特務メンバーの高座宏世と野々村光治郎が、特殊能力者SPEC HOLDER (スペックホルダー)との戦闘で使用する。
『相棒』
シーズン14第20話にて、伴野甚一や金井塚一を始め、警察大学校の訓練生が射撃訓練でSAKURA M360Jを使用。伴野 甚一は、訓練中に教官と他の訓練生を殺害後、本銃と実弾を持ち出し、文部科学大臣暗殺等のテロに使う。
シーズン15第10話にて、特命係の冠城亘がSAKURA M360Jを使用。
シーズン16第10話にて、警察官の風間博がSAKURA M360Jを自殺に使用し、それをクラッキングで目撃してしまった上条喬樹が盗み出し、自分達にクラッキングによる国民監視を強要し続けた内閣情報調査室との対決に使用する。
シーズン20最終話にて、鑓鞍兵衛を襲撃する際に使用されている。
近年のシーズンでは、警視庁捜査一課や薬物銃器対策課の捜査員たちが必要に応じて携帯する場面が見られる。
『刑事7人』
第3シリーズにて主人公の天城悠を始め、警視庁第11方面本部準備室の捜査員達がSAKURA M360Jを使用する。
『ニッポンノワール-刑事Yの反乱-』
主人公の遊佐清春を始め、捜査一課や公安部の刑事達がSAKURA M360Jを使用。本来、人間に対しては十分な殺傷能力を有するが、警察の地下組織「ニッポンノワール」によって人体実験を施された被験者達には効果がなかった。また、本作の主軸となる「碓氷薫警部殺害事件」の凶器と推測されている。
『君と世界が終わる日に』
1話から3話の間で等々力や本郷が使用。ゴーレムや発砲してきた自衛官らに対して使用している。なお3話で別グループの刀集団に奪われて以降作中で使用されている描写はない。
『キワドい2人-K2-池袋署刑事課 神崎・黒木』
劇中に登場。
『ボイス 110緊急指令室』
作中に登場する警察官達が使用。
『大病院占拠』
主人公の警察官である武蔵主任やその他警察官が使用してる。
『新空港占拠』
主人公の警察官である武蔵主任やその他警察官が使用してる。
『ダイ・ハード3』
　ヘリコプターをジョン・マクレーン墜落するシーンで使用。
『放送局占拠』
　主人公の警察官である武蔵主任やその他警察官が使用してる。

### アニメ・漫画
『名探偵コナン 警察学校編 Wild Police Story』
警察学校の訓練生達が射撃訓練でSAKURA M360Jを使用。

### 小説
『感染捜査』
吉川英梨の小説。SAKURA M360Jが「SAKURA」の名称で登場。海上保安庁特別警備隊の隊員らが装備しており、人をゾンビ化するウイルスの発生した豪華客船の船内にて、感染者に対して使用する。後に警視庁と海上保安庁の合同で結成された「第一次感染捜査隊」の隊員らにも支給されており、これに配属された主人公も作中で使用する。